# Мамаду Фофана
Мамаду Фофана (фр. Mamadou Fofana, нар. 21 січня 1998, Бамако) — малійський футболіст, захисник,  фланговий півзахисник французького «Ам'єна» і національної збірної Малі.

## Клубна кар'єра
Народився 21 січня 1998 року в місті Бамако. Почниав займатися футболом в академії місцевого «Стад Малієн», звідки 2016 року був запрошений до турецького «Аланьяспора».
Провівши одну гру за основу «Аланьяспора», першу половину 2017 року провів в оренді в «Бандирмаспорі», де отримав досвід регулярних виступів на рівні другого турецького дивізіону. Протягом сезону 2017/18 вже регулярно грав за клуб з Аланьї у найвищому дивізіоні країни.
5 липня 2018 року уклав чотирирічний контракт з французьким друголіговим «Мецом». Ставши основним гравцем нової команди, у першому ж сезоні допоміг їй здобути підвищення в класі до Ліги 1.

## Виступи за збірні
2015 року дебютував у складі юнацької збірної Малі (U-17), загалом на юнацькому рівні взяв участь у 7 іграх. 2017 року провів три гри за молодіжну збірну Малі.
Того ж 2017 року дебютував в офіційних матчах у складі національної збірної Малі.
У складі збірної був учасником Кубка африканських націй 2019 року в Єгипті, де виходив на поле у двох іграх групового етапу і програному матчі 1/8 фіналу.
| Дата       | Місто         | Господарі         | Результат | Гості       | Турнір                                     | Голи | Примітки |
| ---------- | ------------- | ----------------- | --------- | ----------- | ------------------------------------------ | ---- | -------- |
| 6-10-2017  | Бамако        | Малі              | 0 – 0     | Кот-д'Івуар | Відбір до ЧС 2018                          | -    |          |
| 11-11-2017 | Франсвіль     | Габон             | 0 – 0     | Малі        | Відбір до ЧС 2018                          | -    | 14'      |
| 23-3-2018  | Льєж          | Японія            | 1 – 1     | Малі        | товариський матч                           | -    | 82'      |
| 9-9-2018   | Джуба         | Південний Судан   | 0 – 3     | Малі        | Відбір до Кубка африканських націй 2019    | -    |          |
| 12-10-2018 | Яунде         | Малі              | 0 – 0     | Бурунді     | Відбір до Кубка африканських націй 2019    | -    |          |
| 16-10-2018 | Бужумбура     | Бурунді           | 1 – 1     | Малі        | Відбір до Кубка африканських націй 2019    | 1    |          |
| 17-11-2018 | Лібревіль     | Габон             | 0 – 1     | Малі        | Відбір до Кубка африканських націй 2019    | -    |          |
| 23-3-2019  | Яунде         | Малі              | 3 – 0     | Судан       | Відбір до Кубка африканських націй 2019    | -    |          |
| 26-3-2019  | Дакар         | Сенегал           | 2 – 1     | Малі        | товариський матч                           | -    |          |
| 16-6-2019  | Доха          | Алжир             | 3 – 2     | Малі        | товариський матч                           | -    |          |
| 24-6-2019  | Суец          | Малі              | 4 – 1     | Мавританія  | Кубок африканських націй 2019 - 1-й етап   | -    | 71'      |
| 28-6-2019  | Суец          | Туніс             | 1 – 1     | Малі        | Кубок африканських націй 2019 - 1-й етап   | -    |          |
| 8-7-2019   | Суец          | Малі              | 0 – 1     | Кот-д'Івуар | Кубок африканських націй 2019 - 1/8 фіналу | -    |          |
| 5-9-2019   | Ед-Даммам     | Саудівська Аравія | 1 – 1     | Малі        | товариський матч                           | -    |          |
| 13-10-2019 | Порт-Елізабет | ПАР               | 2 – 1     | Малі        | товариський матч                           | -    |          |
| 14-11-2019 | Бамако        | Малі              | 2 – 2     | Гвінея      | Відбір до Кубка африканських націй 2021    | -    |          |
| 17-11-2019 | Нджамена      | Чад               | 1 – 4     | Малі        | Відбір до Кубка африканських націй 2021    | -    |          |
| 9-10-2020  | Анталія       | Малі              | 3 – 0     | Гана        | товариський матч                           | -    |          |
| 13-11-2020 | Бамако        | Малі              | 1 – 0     | Намібія     | Відбір до Кубка африканських націй 2021    | -    |          |
| 6-6-2021   | Бліда         | Алжир             | 1 – 0     | Малі        | товариський матч                           | -    |          |
| 11-6-2021  | Туніс         | Малі              | 1 – 1     | ДР Конго    | товариський матч                           | -    |          |
| 7-10-2021  | Агадір        | Малі              | 5 – 0     | Кенія       | Відбір до ЧС 2022                          | -    | 16'      |
| 10-10-2021 | Найробі       | Кенія             | 0 – 1     | Малі        | Відбір до ЧС 2022                          | -    |          |
| 14-11-2021 | Агадір        | Малі              | 1 – 0     | Уганда      | Відбір до ЧС 2022                          | -    | 90+1'    |
| Усього     |               | Матчів            | 24        |             | Голів                                      | 1    |          |

## Титули і досягнення
- Чемпіон Африки (U-17): 2015